# André Robert Lévy
André Robert Lévy (Parigi, 6 giugno 1893 – Parigi, 12 marzo 1973) è stato un aviatore francese della prima guerra mondiale. Il sergente André Robert Lévy è stato un Asso dell'aviazione francese accreditato con sei vittorie aeree.

## Biografia
André Robert Lévy fu mobilitato per il servizio di fanteria all'inizio della prima guerra mondiale, il 2 settembre 1914.
André Robert Lévy entra nell'aviazione l'8 ottobre 1916. Si è qualificato come pilota il 4 marzo 1917. Fu inizialmente assegnato a volare su un Farman per l'Escadrille 29. Tuttavia, volava su un Sopwith 1½ Strutter per la sua prima vittoria il 7 aprile 1917. Il 16 maggio fu riassegnato all'unica squadriglia aerea francese del Fronte italiano, l'Escadrille N 92 i - N 392 - N 561, che fu incaricata della difesa aerea di Venezia. Usando un misto di caccia Nieuport e Spad con come stemma una testa di cane, Lévy ha ottenuto la sua seconda vittoria il 21 giugno 1918, una doppia il 20 luglio ed è diventato un asso il 5 agosto. Il 16 settembre distrugge un Pallone frenato di osservazione dell'Impero austro-ungarico. Con il motore spento da una tubazione di alimentazione tagliata dal fuoco antiaereo, Lévy ha fatto un atterraggio intenzionale, piegando il carrello di atterraggio e rovesciando il suo SPAD S.XIII. Fu poi portato al campo di prigionia a Mülbach. Al suo secondo tentativo di evasione, il 2 novembre, Lévy riuscì a fuggire attraverso un deserto montuoso coperto da 30 pollici di neve. Tornò alla sua unità il 6 novembre 1918.
André Robert Lévy termina dal servizio militare il 3 settembre 1919, con il grado di sergente.